# سفارة أذربيجان في المغرب
سفارة أذربيجان في المغرب هي أرفع تمثيل دبلوماسي لدولة أذربيجان لدى المغرب. تقع السفارة في الرباط وهي تهدف لتعزيز المصالح الأذربيجانية في المغرب.

## وصلات خارجية
- قائمة سفارات أذربيجان
- قائمة السفارات في المغرب